# Henry Pelham-Clinton-Hope
Henry Edward Hugh Pelham-Clinton-Hope (ur. 8 kwietnia 1907, zm. w listopadzie 1988), brytyjski arystokrata, jedyny syn Francisa Pelham-Clintona, 8. księcia Newcastle i jego drugiej żony Olivii Muriel Thompson, córki George'a Horatio Thompsona. Kształcił się w Eton College i w Cambridge.
Po śmierci swojego stryja Henry'ego w 1928 r. odziedziczył większość rodowych posiadłości, m.in. Clumber House. Tytuł księcia Newcastle przejął po śmierci swojego ojca w 1941 r. Podczas II wojny światowej służył w RAF-ie. Uzyskał tam rangę dowódcy szwadronu i dowódcy skrzydła.
W latach 30. XX w. rodzina Pelhamów opuściła Northamptonshire i Clumber House. Rezydencja została opuszczona w 1938 r. i od tej pory stale niszczeje. W 1937 r. wyprzedano większość rodowych klejnotów i książek, aby pokryć narastające długi. W 1946 r. ziemie w Northamptonshire zostały wystawione na sprzedaż. W latach 50. książę z rodziną przeprowadzili się do Wiltshire. Nową rezydencję urządzili w Boyton.
23 marca 1931 r. poślubił Jane Banks, córkę Davida Banksa. Małżeństwo to nie doczekało się potomstwa i zakończyło się rozwodem w 1940 r.
30 listopada 1946 r. poślubił lady Mary Dianę Montagu-Stuart-Wortley-Mackenzie (2 czerwca 1920 – 20 września 1997), córkę Archibalda Montagu-Stuart-Wortley-Mackenziego, 3. hrabiego Wharncliffe i lady Maud Wentworth-FitzWilliam, córki 7. hrabiego FitzWilliam. Małżeństwo zakończyło się rozwodem w 1959 r. Henry i Mary mieli razem dwie córki:
- Patricia Pelham-Clinton (ur. 20 lipca 1949)
- Kathleen Mary Gabriel Pelham-Clinton (ur. 1 stycznia 1951)

23 października 1959 r. poślubił Sally Ann Wemyss Anstice, córkę brygadiera Johna Anstice'a i Sydney Williamson. Małżeństwo to nie doczekało się potomstwa.
Książę zmarł w 1988 r. Ponieważ nie pozostał po sobie męskiego potomka wszystkie tytuły przejął przedstawiciel bocznej linii rodu Pelhamów, Edward.